# Lonelygirl15
 (août 2024).
La mise en forme du texte ne suit pas les recommandations de Wikipédia : il faut le « wikifier ».
Les points d'amélioration suivants sont les cas les plus fréquents. Le détail des points à revoir est peut-être précisé sur la page de discussion.
- Les titres sont pré-formatés par le logiciel. Ils ne sont ni en capitales, ni en gras.
- Le texte ne doit pas être écrit en capitales (les noms de famille non plus), ni en gras, ni en italique, ni en « petit »…
- Le gras n'est utilisé que pour surligner le titre de l'article dans l'introduction, une seule fois.
- L'italique est rarement utilisé : mots en langue étrangère, titres d'œuvres, noms de bateaux, etc.
- Les citations ne sont pas en italique mais en corps de texte normal. Elles sont entourées par des guillemets français : « et ».
- Les listes à puces sont à éviter, des paragraphes rédigés étant largement préférés. Les tableaux sont à réserver à la présentation de données structurées (résultats, etc.).
- Les appels de note de bas de page (petits chiffres en exposant, introduits par l'outil «  Source ») sont à placer entre la fin de phrase et le point final[comme ça].
- Les liens internes (vers d'autres articles de Wikipédia) sont à choisir avec parcimonie. Créez des liens vers des articles approfondissant le sujet. Les termes génériques sans rapport avec le sujet sont à éviter, ainsi que les répétitions de liens vers un même terme.
- Les liens externes sont à placer uniquement dans une section « Liens externes », à la fin de l'article. Ces liens sont à choisir avec parcimonie suivant les règles définies. Si un lien sert de source à l'article, son insertion dans le texte est à faire par les notes de bas de page.
- La présentation des références doit suivre les conventions bibliographiques. Il est recommandé d'utiliser les modèles {{Ouvrage}}, {{Chapitre}}, {{Article}}, {{Lien web}} et/ou {{Bibliographie}}. Le mode d'édition visuel peut mettre en forme automatiquement les références.
- Insérer une infobox (cadre d'informations à droite) n'est pas obligatoire pour parachever la mise en page.

Pour une aide détaillée, merci de consulter Aide:Wikification.
Si vous pensez que ces points ont été résolus, vous pouvez retirer ce bandeau et améliorer la mise en forme d'un autre article.
lonelygirl15 est une websérie américaine de thriller de science-fiction créée par Miles Beckett, Mesh Flinders, Greg Goodfried et Amanda Goodfried. Elle a été diffusée sur YouTube du 16 juin 2006 au 1er août 2008, et a également été brièvement diffusée sur Revver et Myspace. La série tourne autour de la vie initialement banale de Bree Avery, 16 ans, scolarisée à la maison ( Jessica Lee Rose ), qui utilise le pseudonyme Lonelygirl15 en ligne. Après que la religion de ses parents se soit révélée être l'Ordre, une opération de récolte de sang qui recherche son sang à «trait positif» elle va s'enfuir avec son ami Daniel (Yousef Abu-Taleb) . La série est présentée à travers des blogs vidéo, ou vlogs, enregistrés à l'origine uniquement depuis la chambre de Bree.
Après avoir découvert YouTube en 2005, Beckett, qui était alors médecin, a eu l'idée d'une série de blogs vidéo scénarisés et présentés comme s'ils étaient réels, de là est née l'idée de Lonelygirl15 qu'il a partagé avec Flinders, un cinéaste. Ensemble ils ont écrit un scénario et ont imaginé ensemble le personnage de Bree. Greg et Amanda Goodfried, tous deux avocats, ont été engagés respectivement pour gérer l'aspect commercial et légal du projet et gérer les relations en ligne de Bree. Les premiers vlogs de Bree ont été publiés sur la chaîne YouTube "Lonelygirl15" en juin 2006, et ont rapidement gagné en popularité sur le site, les utilisateurs croyants avoir affaire à une personne réelle. Lonelygirl15 a fini par devenir la chaîne YouTube la plus suivie de son époque.
Plus la série gagnait en popularité plus les téléspectateurs étaient sceptiques quant à son authenticité et les utilisateurs du forum Lonelygirl15.com ont rapidement découvert la supercherie après avoir envoyé un message à Bree sur son compte Myspace et traqué son adresse IP jusqu'aux bureaux de la Creative Artists Agency, où travaillait Amanda Goodfried. Un article publié par le Los Angeles Times révélant cette information, ainsi qu'un article sur le blog du journaliste Tom Foremski , Silicon Valley Watcher, révélant l'identité de Rose, ont amenés à la découverte de la supercherie en septembre 2006. L'audience de la série a continué de croître après la révélation, et elle a connu son apogée en 2007.
Bree a souvent été qualifiée de première star de YouTube, et Lonelygirl15 est devenue connue pour avoir remis en question l'authenticité du contenu Web et pour avoir été pionnière du vlogging. Durant sa diffusion, Lonelygirl15 a remporté un Webby Award et a été nommée pour un YouTube Award . EQAL, la société de production fondée par Beckett et Flinders, a produit plusieurs spin-off de la série, dont KateModern et LG15 : The Resistance.

## Intrigue

### Première saison
- Si vous ne connaissez pas le sujet, laissez ce bandeau (vous pouvez alors contacter les auteurs).
- Si vous supprimez le contenu mis en cause (vous pouvez préalablement contacter les auteurs),

argumentez précisément cette suppression dans la page de discussion
(un manque de référence n'est pas un argument ; une recherche réelle de référence doit avoir été effectuée, être formellement documentée).
Bree Avery (lonelygirl15), qui est une jeune fille de 16 ans scolarisée à la maison, commence à publier des blogs vidéo sur YouTube sur sa vie quotidienne, ses intérêts, comme la science et son singe en peluche violet, P-Monkey. Son meilleur ami, Daniel (Danielbeast]), apparaît de temps à autre dans les vidéos et met également en ligne ses propres vidéos qui complètent l'intrigue. Une relation amoureuse entre Daniel et Bree commence à se former alors que des tensions concernant la religion de Bree surgissent entre Bree et Daniel, et plus tard entre Bree et ses parents. Bree est bientôt choisie pour participer à une cérémonie qui est une chose très importante dans sa religion, à laquelle elle doit se préparer en suivant un régime, en se faisant injecter un produit inconnu dans le bras et en apprenant l'Énochien. Après une dispute entre Bree et Daniel, Daniel inquiet commence à la suivre et à l'enregistrer pendant qu'elle se prépare pour la cérémonie avec son "assistante", Lucy. Daniel découvre que Lucy a des photos de lui sur son ordinateur et a organisé une fausse cérémonie avec l'aide de Bree pour le tromper afin qui arrête d'enregistrer Bree. Bree finit par demander à ses parents de parler au diacres de sa religion et de leur dire qu'elle ne veut plus participer à la cérémonie, ce qu'ils acceptent.
Plus tard, la série est passée à un récit qui décrivait les pratiques occultes secrètes au sein du culte, et de la mystérieuse disparition de ses parents après qu'elle a refusé d'assister à une cérémonie « secrète » ordonnée par les dirigeants du culte.

## Casting et personnages
- Jessica Lee Rose dans le rôle de Bree Avery (lonelygirl15), une adolescente pétillante dont le trait de sang positif fait d'elle la cible d'une secte dangereuse appelée l'Ordre. Elle a gagné un large public sur YouTube grâce à ses blogs vidéo originaux.
- Yousef Abu-Taleb dans le rôle de Daniel Barlow (alias Danielbeast), le meilleur ami de Bree, qui souhaite seulement la protéger, mais est souvent distrait par des aventures romantiques. Il peut souvent tirer des conclusions hâtives et lutte contre une dépendance à l'alcool avec ses parents.
- Jackson Davis dans le rôle de Jonas Wharton (alias Jonastko), un garçon qui rencontre Bree en ligne et découvre que sa famille a plus de liens avec l'Ordre qu'il ne le pense. Il peut être trop disposé à faire confiance aux autres, ce qui amène souvent le groupe d'amis dans des situations difficiles.
- Alexandra Dreyfus dans le rôle de Sarah Genatiempo (alias theskyisempty99), une jeune fille incomprise de 19 ans qui a le béguin pour Daniel et voyage avec le groupe d'amis. Alors qu’elle a du mal à savoir quoi faire de sa vie, elle cache un secret sombre et dangereux.
- Becki Kregoski dans le rôle de Taylor Genatiempo (alias soccerstar4ever), la sœur cadette de Sarah qui possède des compétences impressionnantes en piratage informatique. Joueuse de football passionnée, elle a plus de compétences sociales que le reste de sa famille et est souvent contrariée par leurs actions.
- Maxwell Glick dans le rôle de Spencer Gilman (alias LAlabrat), un employé de Neutrogena ayant des liens avec la division scientifique de l'Ordre. Il entreprend d'aider à concevoir un sérum pour faire disparaître le trait positif.
- Katherine Pawlak dans le rôle d'Emma Wharton, la sœur cadette positive de Jonas. Elle grandit considérablement au cours de sa bataille pour sa vie contre l'Ordre et fait tout son possible pour essayer de protéger ses amis.
- Melanie Merkosky dans le rôle de Jennie, une ancienne employée du Lullaby Project qui se lie d'amitié avec Sarah. Elle entame une liaison amoureuse avec Jonas et donne un aperçu du fonctionnement de la structure de l'Ordre.
- Crystal Young dans le rôle de Gina Hart, la sœur aînée de Bree, qui a été enlevée à la naissance et utilisée comme rat de laboratoire pendant la majeure partie de sa vie. Elle est calme et réservée et se sent plus à l'aise avec des fournitures artistiques qu'avec d'autres humains.
- Raegan Payne dans le rôle de Sonja, membre de l'Hymn of One, qui est le culte dont Bree faisait partie, et a finalement quitté l'Hymn après avoir été sévèrement battue. L'une des dernières vidéos de la série Lonelygirl15 suggérait que Sonja était revenue à Hymn of One.

## Production

### Conception et casting
Miles Beckett, qui produisait des podcasts vidéo à Los Angeles, a découvert YouTube en 2005 après avoir vu la vidéo de The Lonely Island pour leur chanson " Lazy Sunday " sur Myspace. À l’époque, YouTube était encore peu connu et formait une petite communauté de personnes. Il a eu l'idée d'une histoire fictive racontée à travers une série de blogs vidéo ou vlog mis en scène pour paraître authentiques, après avoir regardé des vidéos du duo YouTube Smosh faisant un play-back sur le générique de Pokémon et réalisé qu'il était difficile de faire la différence entre ce qui était réel et ce qui a été mis en scène.
Beckett a rencontré Ramesh "Mesh" Flinders, un scénariste et cinéaste venant du comté de Marin, en Californie, lors d'une fête d'anniversaire au Gaslite, un bar karaoké à Santa Monica, en avril 2006,. Les deux se sont rapidement rapprochés et ont écrit le texte pour la série, ainsi qu'un scénario pour les trois premiers mois de vlogs, en deux semaines. Ensemble, ils ont imaginé le personnage de Bree, une «girl next door » excentrique, scolarisée à la maison et appartenant à une secte, qui publierait des vlogs quotidiens, de temps à autre avec son meilleur ami, Daniel, jusqu'au jour où elle ne donnerait plus de signes de vie. Lorsqu'elle aurait disparu, les deux hommes voulaient réaliser un film indépendant direct-to-video , inspiré du projet Blair Witch et basé sur des vlogs dans lesquels les fans de Bree la recherchent. L'idée du film a finalement été abandonnée après que la série ai connue un grand succès sur YouTube . Le personnage de Bree a été en partie inspiré de Flinders qui a connu la même éducation confinée dans une commune du nord de la Californie, ainsi que par ses connaissances de l'occulte,. Flinders finira par quitter la série en 2007 pour travailler sur d'autres projets.
Greg Goodfried, avocat et ami de Flinders et Beckett, a été engagé pour s'occuper des aspects commerciaux et légaux de la série, tandis qu'Amanda Solomon, son épouse et avocate pour la Creative Artists Agency, a été engagée pour agir en tant que Bree en ligne, en gérant son compte Myspace et en répondant aux emails des fans. Grant Steinfeld, un ingénieur logiciel de San Francisco, a également été engagé pour aider à la distribution des vidéos et à la création d'un site Web pour la série, bien qu'il ait rapidement abandonné le projet. Avant de trouver quelqu'un pour incarner Bree dans les vidéos, Beckett et Flinders ont publié deux vidéos de réponse à des YouTubers populaires de l'époque sur une chaîne intitulée Lonelygirl15. En utilisant les locaux et les ressources mises à disposition par l'organisation à but non lucratif Film Independent, Flinders, Beckett et Goodfried ont organisé un casting à Los Angeles, ont publié une annonce pour le projet sur Craigslist sous le nom de «The Children of Anchor Cove»,. Après avoir obtenu son diplôme de la New York Film Academy, l'actrice Jessica Lee Rose, âgée de 19 ans à l'époque, a déménagé à Los Angeles pour commencer sa carrière d'actrice. Après avoir trouvé l'annonce du projet sur Craiglist, elle a auditionné pour le rôle en avril 2006. Flinders, Beckett et Goodfriend ont choisi Rose pour le rôle en raison de son apparence jeune et surtout de son anonymat à l'époque, car elle n'avait participé qu'à une seule autre audition auparavant. Malgré quelques hésitations après avoir découvert que le projet serait diffusé sur Internet, craignant qu'il ne s'agisse d'une arnaque ou d'un film pornographique, Rose a fini par accepter le rôle. Elle a dit plus tard à propos du rôle de Bree : "I loved that character. It's one of my favourites that I've ever gotten to play."  «J'ai adoré ce personnage. C'est l'un de mes préférés que j'ai jamais eu a jouer.»
Yousef Abu-Taleb, qui a déménagé à Los Angeles l'année précédant son audition et travaillait comme serveur chez Red Lobster, a été choisi pour incarner Daniel grâce à son look « ringard » et « sans prétention ». Les créateurs de la série ont demandé à Rose et Abu-Taleb de supprimer ou de rendre privés tous leurs comptes en ligne avant le début du tournage afin de les rendre complètement anonymes. Les acteurs et l'équipe de la série devaient tous signer des accords de confidentialité. Afin de préserver l'anonymat de Rose et Abu-Taleb, les créateurs de la série ont tous deux reçu suffisamment d'argent pour éviter d'avoir à travailler, et sont restés cloîtrés dans leurs appartements pendant trois mois jusqu'à ce que la supercherie soit révélée.
Début janvier 2007, Katharine McPhee, finaliste d'American Idol, dont le premier album est sorti plus tard ce mois-là, a joué dans un épisode de la série (Truth or Dare) après que son équipe de direction ait contacté les créateurs de la série. L'épisode présentait une chanson de l'album.

### Tournage, écriture, montage et sortie
Le premier vlog de Rose en tant que Bree, "First Blog/Dorkiness Prevails", a été publié sur la chaîne YouTube Lonelygirl15 le 16 juin 2006. Il durait une minute et 35 secondes, non scénarisé et produit avec un budget de 130 $. La vidéo utilisait une lampe de bureau cassée et la lumière naturelle d'une fenêtre pour l'éclairage, et a été filmée à l'aide d'une Logitech QuickCam dans la chambre de Flinders, qui était décorée avec des meubles provenant de friperies et de Target, y compris un boa en plumes rose et une couverture fleurie, pour donner c'est l'apparence d'une chambre d'adolescente. Bree a été présentée aux téléspectateurs comme une véritable adolescente vloggant son quotidien. Chacune des vidéos de la chaîne était scénarisée, bien que Rose paraphrase fréquemment des lignes ou improvise autour d'elles afin de rendre le personnage plus naturel. Les créateurs de la série lui ont demandé d'étudier d'autres vlogueurs de l'époque pour construire son personnage. Selon Rose, le tournage des épisodes prenait généralement environ une heure. Deux ou trois épisodes étaient tournés par jour, le lendemain de leur écriture, et Beckett les montait le lendemain de leur tournage.
Après qu'il a été révélé que la série était un canular, le scénario est devenu plus complexe et a inclus plus de personnages, avec quatre à cinq épisodes publiés sur YouTube, Revver, Myspace et le site Web de la série par semaine,,. La série s'est développée en un jeu de réalité alternative (ARG), avec des commentaires sous les vidéos influençant les intrigues de la série et étant utilisées par les personnages, qui demandaient l'aide des téléspectateurs pour résoudre des énigmes,. La première saison de Lonelygirl15 s'est terminée en août 2007 après 260 épisodes, les 12 derniers épisodes de la saison étant diffusés exclusivement sur MySpaceTV et Lonelygirl15.com pendant 12 heures. La mort de Bree à la fin de la première saison a été provoquée par des difficultés de renégociations du contrat de Rose ainsi que par les demandes de Rose elle-même de faire mourir le personnage. La série s'est poursuivie jusqu'au 1er août 2008, date à laquelle la dernière vidéo de la chaîne a été publiée.

### Financement et sponsors
Selon Flinders, Lonelygirl15 était en grande partie autofinancée au début, et lui et Goodfried ont contracté environ 50 000 $ de dettes sur carte de crédit pour tenter de financer la série. En octobre 2006, Lonelygirl15 s'est associée aux Nations Unies pour réaliser une publicité pour le projet anti-pauvreté « Stand Up » de sa Millennium Campaign , dans laquelle Bree a parlé aux téléspectateurs de la pauvreté et de ce qui pourrait être fait pour y mettre fin. Concernant la campagne, un écrivain du Gawker a demandé : « … une célébrité sur Internet a-t-elle un poids lorsqu'elle est plus ou moins inexistante ?  Lonelygirl15 est devenue plus tard la première série Web à inclure le placement de produit lorsque ses créateurs ont signé un accord à cinq chiffres avec Hershey's pour que Bree mange des chewing-gum Ice Breakers Sours dans un épisode en mars 2007,. Les créateurs de la série, craignant que les fans ne soient contrariés par le placement de produit, ont publié un sondage sur le site Web Lonelygirl15, dans lequel 90 % des personnes interrogées ont déclaré qu'elles approuvaient que la série utilise des placements de produits. À peu près à la même époque, des publicités au paiement par clic étaient incluses à la fin des épisodes par Revver.
Lonelygirl15 a signé un accord avec le magasin de musique numérique Amie Street, aujourd'hui disparu, en mai 2007 pour inclure la musique téléchargée sur le magasin dans la série. En juin 2007, alors que la série était financée par les dons des fans, il a été annoncé que Lonelygirl15 avait signé un accord à six chiffres avec Neutrogena pour financer sa deuxième saison, dans laquelle un « personnage de marque » – Spencer Gilman, qui travaillait pour Neutrogena en tant que un savant fou – apparaîtrait,,,. Les blogueurs et les critiques ont été polarisés par cette décision, que certains ont qualifiée d'innovante et d'autres qui l'ont considéré comme une trahison. La fin de l'émission en 2008 était principalement due à un manque de financement du à la Grande Récession.

### Audience
Afin d'augmenter la popularité des premières vidéos Lonelygirl15 sur YouTube, Beckett répondait à chaque commentaire afin que les vidéos apparaissent dans la section "les plus discutées" de YouTube. Il a également déterminé dans quelle partie des vidéos l'algorithme de YouTube avait sélectionné une vignette afin de pouvoir placer stratégiquement la meilleure vignette à ce moment de la vidéo, ce qui a généré plus de vues. "My Parents Suck", une vidéo publiée sur la chaîne de Lonelygirl15 deux semaines après "First Blog/Dorkiness Prevails", a été vue plus de 500 000 fois en une semaine, Flinders attribuant l'augmentation du nombre de téléspectateurs au fait qu'ils pouvaient s'identifier à Bree. Lonelygirl15 est rapidement devenue la chaîne avec le plus d'abonnés sur YouTube, dépassant geriatric1927, et 24 vidéos supplémentaires ont été publiées sur la chaîne au cours des trois mois suivants, dont la plupart sont apparues dans la section « les plus vues » de YouTube,.
Au moment où la supercherie de Lonelygirl15 a été dénoncée, la série avait accumulé plus de deux millions de vues sur YouTube. À la suite de la révélation de la mise en scène de Lonelygirl15, son audience a triplé. Début 2007, la série recevait environ 300 000 à 900 000 vues par épisode et, selon Bennett, elle avait reçu le plus de vues au printemps et à l'été 2007,. À la fin de la série, ses vidéos avaient collectivement recueilli plus de 60 millions de vues sur YouTube.

## Supercherie
Selon Goodfried, les téléspectateurs ont commencé à commenter les vidéos de la chaîne Lonelygirl15 en les accusant d'avoir été scénarisées après que le compte ait publié sa deuxième ou sa troisième vidéo. Les téléspectateurs ont trouvé que la vie de Bree ressemblait trop aux intrigues courantes trouvées dans les séries de fiction et étaient sceptiques quant à son manque de réponse aux accusations de canular et à sa renommée croissante, à la propreté constante de sa chambre, à l'éclairage et au montage de ses vidéos, et une photo de l'occultiste Aleister Crowley accrochée au-dessus de sa bibliothèque,. Beaucoup ont deviné que chaque vidéo avait été filmée au cours de la même période et montée pour donner l’impression qu’elles avaient été filmées individuellement. Les téléspectateurs ont supposé que la série faisait partie d'une campagne publicitaire, pour un film d'horreur ou pour Target, cette dernière accusation étant basée sur le fait qu'un téléspectateur avait fait correspondre les UGS des articles Target avec des articles dans la chambre de Bree,,. D'autres ont émis l'hypothèse que les vidéos pouvaient faire partie d'un jeu de réalité alternative.
Des discussions sur le canular potentiel ont eu lieu sur les forums de Lonelygirl15.com, où certains utilisateurs ont remarqué qu'il avait déjà été enregistré comme nom de domaine par un acheteur anonyme deux semaines avant que Bree ne rejoigne YouTube. Les membres du forum ont supposé que Bree était basée à Los Angeles malgré son affirmation selon laquelle elle vivait « à 100 miles d'un centre commercial », car les plantes dans ses vidéos de randonnée, comme la Nolina parryi, ressemblaient beaucoup à celles que l'ont pouvait trouver à Los Angeles, et la musique dans ses vidéos provenaient souvent de groupes inconnus de Los Angeles,. Rose a également été aperçue dans un Barnes & Noble à Santa Monica par un téléspectateur, qui a ensuite laissé un commentaire à propos de la rencontre mais a réfuté le fait qu'il s'agissait de Rose. Les membres du forum ont également découvert que Kenneth Goodfried, le père de Greg Goodfried, avait déposé avec succès une marque du nom Lonelygirl15.
En août 2006, trois membres du forum – Shaina Wedmedyk, Chris Patterson et un étudiant en droit anonyme – ont intégré un outil de suivi d'adresse IP dans un faux profil Myspace sous le nom de Seth et ont envoyé un message à Bree, et l'adresse IP qui a consulté leur profil était liée au serveur privé de Creative Artists Agency. Ils ont contacté le journaliste Richard Rushfield, qui a publié leurs conclusions dans le Los Angeles Times en septembre 2006. Quelques semaines plus tard, le journaliste Tom Foremski a publié sur son blog Silicon Valley Watcher les découvertes faites par son fils, Matt Foremski, qui ont révélé la véritable identité de Bree en tant que Jessica Lee Rose,,. Matt Foremski a trouvé son identité grâce à une version en cache de son profil Myspace publiée dans un commentaire sur le site Web de TMZ. Le New York Times a également publié un article confirmant que Rose était l'actrice incarnant Bree.
Le 7 septembre 2006, un message a été publié sur Lonelygirl15.com, signé par « Les Créateurs », dans lequel ils ont confirmé que la série était scénarisée et ont appelé Lonelygirl15 « la naissance d'une nouvelle forme d'art »,.

## Autres médias

### Spin-off
Après avoir lancé la société de production LG15 Studios, Beckett et Goodfried ont créé KateModern, une spin-off britannique de Lonelygirl15. Elle s'est déroulée de juillet 2007 à juin 2008 sur Bebo et s'est déroulé dans le même univers fictif. LG15 Studios est devenu EQAL en 2008 après avoir reçu 5 millions de dollars de Spark Capital. Le deuxième spin-off de Lonelygirl15 d'EQAL, LG15: The Resistance, a été créé en septembre 2008, avec des épisodes de 10 minutes diffusés chaque semaine sur YouTube, MySpaceTV, imeem, Veoh et Hulu. Il a été produit par Amanda Goodfried, avec Yusuf Pirhasan comme réalisateur et Joshua Hale Fialkov comme scénariste en chef. La série mettait en vedette Jackson Davis et Alexandra Dreyfus, qui reprenaient respectivement leurs rôles de Jonas et Sarah, alors qu'ils traquaient les membres de l'Ordre. Depuis 2009, EQAL a diffusé deux autres séries dérivées produites par les gagnants du concours, notamment LG15: The Last, dont la diffusion a commencé en janvier 2009, et LG15: Outbreak, qui a débuté en janvier 2010[réf. nécessaire].

### Relance
En juin 2016, à l'occasion du dixième anniversaire de la première vidéo publiée sur le compte, une bande-annonce pour une relance de Lonelygirl15 a été publiée sur leur chaîne YouTube, dans laquelle Rose revenait dans le rôle de Bree. La bande-annonce a été filmée deux jours avant sa mise en ligne. Beckett a planifié la relance aux côtés de Jenni Powell, assistante de production de la série originale. Powell a écrit dans un e-mail concernant la relance que les deux espéraient "amener la série à un tout nouveau public tout en utilisant des technologies qui n'étaient pas disponibles il y a 10 ans pour créer de nouvelles expériences de narration". Parlant de la relance, Rose a partagé qu'une chaîne Snapchat pour Daniel, une page Facebook et un site Web interactif seraient impliqués, et que des indices sur la série apparaîtraient dans les trois. À ce jour, aucune relance n’a été concrétisée.

## Réception

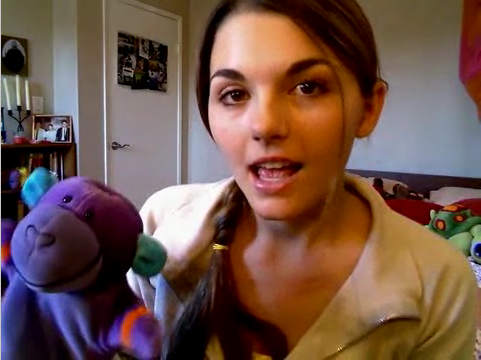
Bree alias Lonelygirl15 dans un blog vidéo

V. Cole de Joystiq a fait l'éloge de l'interactivité de Lonelygirl15 avant sa révélation sous la forme d'une série scénarisée, en écrivant : « L'interaction entre celui qui produit ces vidéos...et les millions de joueurs est complexe, excitante et très ludique dans l'âme. ". En 2007, Robert Capps de Wired a écrit que l'intrigue de Lonelygirl15 «est passé de l'angoisse du début de l'année 90210 à l'Alias déroutant d'un pauvre homme  ».
Helen AS Popkin de NBC News a estimé que la fin de la première saison était « tragique », mais « quelque peu anticlimatique » et « terne », qualifiant l'intrigue du voyage à travers le pays de la saison de « alambiquée » et qualifiant Daniel de « fatiguant » en tant que personnage ; Sarah Dobbs de Den of Geek a également fait remarquer que "l'intrigue devenait de plus en plus alambiquée" à mesure que la série avançait,. Également en 2007, Virginia Heffernan a écrit pour le New York Times qu'il y avait « une animosité généralisée » et une « hostilité » envers Lonelygirl15 en raison du fait que la série devenait « trop grande pour ses culottes ». En 2010, Time a inclus Lonelygirl15 dans sa liste des 50 meilleures vidéos YouTube de tous les temps.

### Héritage
Pour NBC News, Helen AS Popkin a qualifié Bree de "visage non officiel du Web 2.0 " et a écrit que le succès de Lonelygirl15 "était sans doute un facteur déterminant dans l'achat de YouTube par Google pour 1,65 milliard de dollars, ainsi que dans l'ajout par MySpace de vidéos courtes à son site de réseau social. Pour The Guardian, Elena Cresci a décrit la série comme la première Web-série de YouTube et a écrit qu'elle prouvait au public que la réalisation de vidéos YouTube pouvait être rentable. Geoff Weiss a écrit pour Tubefilter que Lonelygirl15 était « à des années lumières d'avance en termes de mise en valeur du potentiel de YouTube en tant que plate-forme de contenu scénarisé » et a décrit son contenu interactif comme « révolutionnaire ». Dans son livre de 2014 The Television Will Be Revolutionized, Amanda D. Lotz a identifié la première de Lonelygirl15 sur YouTube comme un développement clé dans la distribution numérique de la télévision. En raison de la popularité précoce de ses vidéos, Bree est souvent décrite par les critiques comme la première star virale de YouTube,,. La série a également été considérée comme influente sur le vlogging, en particulier sur YouTube, et sur la narration vidéo en ligne,.
Kyle Kizu d' IndieWire a décrit Lonelygirl15 comme "la série qui a défini la narration de vlogs basée sur YouTube", la qualifiant également de "l'une, sinon la première [série] du genre". En 2016, Sean O'Kane de The Verge a écrit que "la chose la plus folle à propos de Lonelygirl15 est à quel point c'était prémonitoire", car "les vlogs de Bree ne sont pas si différents de ce que vous trouvez sur YouTube aujourd'hui."  Pour New York, Adam Sternbergh a décrit Lonelygirl15 comme « la naissance de WikiTV », qu'il a défini comme « une émission de télévision créée par une large communauté de participants et construite non pas d'épisodes séquentiels d'une heure, mais d'épisodes de deux minutes ». parcelles interconnectées" dans laquelle le scénario est "à la fois linéaire... et expansif" et "tout le monde peut y participer".
Meghan De Maria de Refinery29 a qualifié Lonelygirl15 de "l'un des premiers grand canular Internet", tandis que Heather Saul de The Independent l'a décrit comme "l'un des plus grands canulars Internet de la décennie",. Pour Film Quarterly, Lucas Hilderbrand a écrit que le canular de Lonelygirl15 "remettait en question l'authenticité des blogs vidéo en général". Dans l'édition 2006 du Time de son numéro Person of the Year, axé sur le contenu généré par les utilisateurs en ligne, Lev Grossman a écrit : « Bien sûr, dans l'ère post- Lonelygirl15, il y a toujours ce point d'interrogation : dans quelle mesure ces visages sur l'écran de l'ordinateur sont-ils authentiques ? ». Pour Eureka Street, Marisa Pintado a écrit que la révélation de Lonelygirl15 comme un canular était « peut-être le moment où la communauté [YouTube] a perdu son innocence », ajoutant que cela « a incité beaucoup de gens à se demander pourquoi nous faisons toujours autant confiance à ce qu'on trouve sur Internet."  Flinders a également déclaré dans une interview avec The Guardian que Lonelygirl15 avait amené tout le monde à "ne plus jamais faire confiance à personne sur YouTube à première vue". Tricia Gilbride de Mashable a écrit que "l'héritage de Lonelygirl15 est la monnaie de l'incertitude", qualifiant la série de "première longue escroquerie de l'économie de l'attention sur Internet - le genre de chose que ceux qui recherchent une renommée numérique tiennent pour acquis de nos jours." 
Divers YouTubers, dont les frères Green, ont cité Lonelygirl15 comme ce qui les a inspirés à rejoindre YouTube. L'épisode « Weeping Willow » de Law & Order: Criminal Intent de 2006, dans lequel Michelle Trachtenberg jouait un vlogger nommé Willow, était basé sur Lonelygirl15.

### Connaissances
Bien que les chercheurs aient salué Lonelygirl15 comme un tournant dans l’intégration d’une culture participative en ligne, ils ont également critiqué la représentation des genres et les problèmes de travail. Kimberly Ann Hall a analysé « les attentes sexospécifiques d'authenticité dans les performances des médias amateurs en ligne » à travers une lecture de Lonelygirl15, affirmant que « la réaction à la série rend visible l'importance politique croissante de l'enchevêtrement des préoccupations économiques et de la production identitaire au sein du système social en réseau. sphère". Burcu S Bakioğlu affirme que Lonelygirl15 « démontre l'un des aspects les plus inquiétants des stratégies de monétisation de YouTube, la marchandisation du travail dans laquelle les annonceurs et les sociétés de médias exploitent les utilisateurs à des fins lucratives ».

### Récompenses et nominations
Lonelygirl15 a remporté le prix VH1 Big in '06 pour Big Web Hit et a été nommée comme la meilleure série lors des premiers YouTube Awards en 2007,. Pour sa performance dans Lonelygirl15, Rose a remporté le premier Webby Award de la meilleure actrice aux Webby Awards 2007.